# أل بالدوين
أل بالدوين (بالإنجليزية: Al Baldwin)‏ هو لاعب كرة القدم الكندية أمريكي، ولد في 21 فبراير 1923 في هت سبرينغز في الولايات المتحدة، وتوفي في 23 مايو 1994.

## وصلات خارجية
- أل بالدوين على موقع مرجع كرة القدم المحترفة.كوم (الإنجليزية)